# Nagana (film, 1955)
Pour plus de détails, voir Fiche technique et Distribution.
Nagana est un film d'aventure franco-italien réalisé par Hervé Bromberger, sorti en 1955.

## Fiche technique
- Titre : Nagana
- Réalisateur : Hervé Bromberger
- Scénario : Jacques Companeez, Louis Martin
- Dialogues :  Jacques Berland
- Décors : Paul Bertrand
- Photographie : Edmond Séchan
- Son : Jean Bertrand assisté d'Olivier Girard
- Montage : Roger Dwyre
- Musique : Georges Auric
- Production : 
  - France : Gamma Film
  - Italie :  Italgamma
- Pays de production :  France,  Italie
- Langue d'origine : français
- Format : Couleur (Eastmancolor) - 1,37:1 - 35 mm - Son mono Cinemascope
- Genre : Aventure
- Durée : 92 minutes
- Date de sortie : 
  - France : 14 juin 1955

## Distribution
- Barbara Laage : Geneviève
- Gil Delamare : Paulo Mangani
- Renato Baldini : Maurice Leblond
- Gabrielle Dorziat : Mme Larguillière
- Raymond Souplex : Paulo Mangani
- Pierre Sergeol : Le commissaire
- Enrico Luzi (en) : Marcel